# منتخب الصين تحت 19 سنة لكرة السلة
منتخب الصين تحت 19 سنة لكرة السلة هو ممثل الصين الرسمي في المنافسات الدولية في كرة السلة تحت 19 سنة.